# 냉침법
냉침법(冷浸法, 영어: enfleurage)은 식물로부터 배출되는 향기로운 화합물을 포착하기 위해 실온에서 고체인 무취의 지방을 사용하는 공정이다. 이 과정은 차가운 냉침법 또는 뜨거운 냉침법일 수 있다.

## 같이 보기
- 방향 화합물

## 참고 문헌
- Bauer, Kurt; Dorothea Garbe; Horst Surburg (2001). 《Common Fragrance and Flavor Materials》. WILEY-VCH. 170쪽. ISBN 3-527-30364-2.